# Augustin Meurmans
Augustin Jean J Meurmans (* 29. Mai 1997) ist ein belgischer Hockeyspieler. 2018 wurde er Weltmeister und 2021 Olympiasieger.

## Sportliche Karriere
Augustin Meurmans war 2016 Zweiter bei der Junioren-Weltmeisterschaft. Anfang 2017 debütierte der Mittelfeldspieler in der belgischen Nationalmannschaft. Er bestritt bis zum 5. August 2021 insgesamt 73 Länderspiele.
2017 erreichten die Belgier bei der Europameisterschaft in Amstelveen das Finale mit einem Halbfinalsieg über die Deutschen nach Shootout. Im Finale gewannen die Niederländer mit 4:2. Die Weltmeisterschaft 2018 wurde im indischen Bhubaneswar ausgetragen. Die Belgier belegten in ihrer Vorrundengruppe den zweiten Platz hinter der indischen Mannschaft. Mit Siegen über die pakistanische Mannschaft und über die deutsche Mannschaft erreichten die Belgier das Halbfinale und gewannen dort mit 6:0 gegen die Engländer. Im Finale siegten die Belgier mit 3:2 im Shootout gegen die Niederländer und gewannen erstmals den Weltmeistertitel.
Bei der Europameisterschaft 2021 erhielten die Belgier die Bronzemedaille, Meurmans stand aber nur als Ersatzmann im Kader und wurde nicht eingewechselt. Zwei Monate später gewannen die Belgier bei den Olympischen Spielen in Tokio das Finale gegen die Australier im Penaltyschießen. Meurmans war mit einer P-Akkreditierung in Tokio. Wegen der klimatischen Bedingungen durften die Spieler mit P-Akkreditierung in einzelnen Spielen als Ersatzspieler nominiert werden und so wurde Meurmans in zwei Vorrundenspielen eingesetzt.